# Don Omar

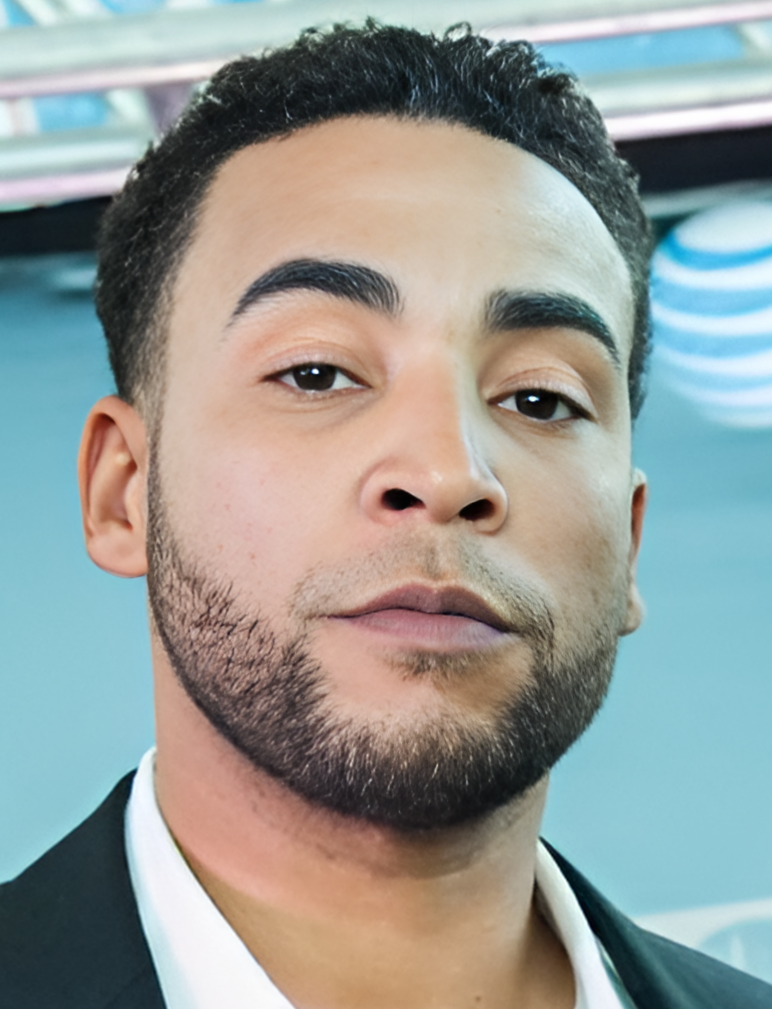
Don Omar (2015)

Don Omar (* 10. Februar 1978 in Carolina, Puerto Rico; eigentlich William Omar Landrón) ist ein puerto-ricanischer Reggaeton-Musiker und Schauspieler.

## Karriere
William Omar Landrón trat zunächst in wechselnden Gruppen auf, bis er von Héctor des Duos Héctor y Tito entdeckt wurde. Héctor verhalf ihm zu einem Plattenvertrag. 
William Omar Landrón, alias „Don Omar“, ist bekannt für seine Titel Dile und Dale Don Dale (feat. Glory) aus seinem ersten Album The Last Don, welches über 60.000-mal verkauft wurde. Don Omar hatte einen weiteren großen Erfolg mit dem Album The Last Don Live. 2005 war er auch als Gastmusiker auf dem Album der Band Aventura zu hören. Es folgte das Album Los Bandoleros, u. a. mit Tego Calderón. Außerdem war er mit zwei Titeln auf dem offiziellen Soundtrack zu The Fast and the Furious: Tokyo Drift mit den Liedern Bandoleros (Los Bandoleros) und Conteo (King of Kings) vertreten. 2009 kam er mit seiner Single „Virtual Diva“ auf den Markt. Der Reggaeton-Star wurde vom Regisseur des Films Fast & Furious – Neues Modell. Originalteile. eingeladen, eine Filmrolle zu spielen, die er annahm. Diese Rolle führt er auch im nachfolgenden Teil Fast & Furious Five fort.
Das Album King of Kings wurde 2006 veröffentlicht und hat den bisher größten Plattenverkauf unter seinen Alben zu verzeichnen. 2008 erschien noch King of Kings: Armageddon Edition, welches vier weitere Titel beinhaltet, sowie King of Kings - Live, wovon neben einer CD auch eine DVD erhältlich ist. Große musikalische Ereignisse feierte er mit dem Duo Wisin y Yandel.
Im Jahr 2007 gründete Landrón sein eigenes Label unter dem Namen „Orfanato Music Group“, welches sich besonders auf die lateinamerikanische Musik wie Reggaeton, Latin Hip-Hop und Bachata spezialisiert und jungen Interpreten dieser Stilrichtungen eine Plattform bieten soll. Mit Natti Natasha nahm er das Lied Dutty Love auf, das 2012 als Single veröffentlicht wurde und auch auf seinem Album Don Omar Presents: Meet the Orphans 2: New Generation vertreten ist.
Für den Film Fast & Furious Five wurde sein bereits 2010 veröffentlichter Titel Danza Kuduro, den er gemeinsam mit Lucenzo aufgenommen hatte, verwendet.
Für das Spiel Grand Theft Auto IV wurde sein bereits 2009 veröffentlichter Titel Virtual Diva verwendet.

## Diskografie

### Studioalben
| Jahr | Titel Musiklabel                                           | Höchstplatzierung, Gesamtwochen, AuszeichnungChartplatzierungen (Jahr, Titel, Musiklabel, Platzierungen, Wochen, Auszeichnungen, Anmerkungen) | Höchstplatzierung, Gesamtwochen, AuszeichnungChartplatzierungen (Jahr, Titel, Musiklabel, Platzierungen, Wochen, Auszeichnungen, Anmerkungen) | Höchstplatzierung, Gesamtwochen, AuszeichnungChartplatzierungen (Jahr, Titel, Musiklabel, Platzierungen, Wochen, Auszeichnungen, Anmerkungen) | Höchstplatzierung, Gesamtwochen, AuszeichnungChartplatzierungen (Jahr, Titel, Musiklabel, Platzierungen, Wochen, Auszeichnungen, Anmerkungen) | Anmerkungen                                                               |
| Jahr | Titel Musiklabel                                           | CH | US | Latin | ES | Anmerkungen                                                               |
| ---- | ---------------------------------------------------------- | --- | --- | --- | --- | ------------------------------------------------------------------------- |
| 2003 | The Last Don VI Music                                      | — | US165 Gold · (4 Wo.)US | Latin2 ×2Doppelplatin · (96 Wo.)Latin | ES70 (5 Wo.)ES | Erstveröffentlichung: 10. Juni 2003 Charteinstieg US: 2005                |
| 2006 | King of Kings Machete Music (UMG)                          | — | US7 Gold · (30 Wo.)US | Latin1 ×4Vierfachplatin · (93 Wo.)Latin | ES13 Gold · (20 Wo.)ES | Erstveröffentlichung: 23. Mai 2006                                        |
| 2008 | B from Marcy Place                                         | — | — | Latin68 (1 Wo.)Latin | — | Erstveröffentlichung: 16. Dezember 2008 als Don Omar presents Marcy Place |
| 2009 | iDon Machete Music (UMG)                                   | — | US32 (7 Wo.)US | Latin1 (28 Wo.)Latin | ES31 (7 Wo.)ES | Erstveröffentlichung: 28. April 2009                                      |
| 2010 | Don Omar Presents: Meet the Orphans Machete Music (UMG)    | — | US101 (1 Wo.)US | Latin2 (193 Wo.)Latin | ES45 (5 Wo.)ES | Erstveröffentlichung: 16. November 2010                                   |
| 2012 | Don Omar Presents MTO²: New Generation Machete Music (UMG) | CH67 (7 Wo.)CH | US39 (6 Wo.)US | Latin1 (75 Wo.)Latin | — | Erstveröffentlichung: 1. Mai 2012                                         |
| 2015 | The Last Don II Machete Music (UMG)                        | — | US73 (1 Wo.)US | Latin1 (19 Wo.)Latin | ES81 (1 Wo.)ES | Erstveröffentlichung: 16. Juni 2015                                       |
| 2019 | The Last Album Machete Music (UMG)                         | — | — | — | — | Erstveröffentlichung: 6. Dezember 2019                                    |
| 2023 | Forever King Unisono (Saban)                               | — | — | Latin40 Platin · (1 Wo.)Latin | ES76 (1 Wo.)ES | Erstveröffentlichung: 15. Juni 2023                                       |

grau schraffiert: keine Chartdaten aus diesem Jahr verfügbar

### Livealben
| Jahr | Titel Musiklabel                        | Höchstplatzierung, Gesamtwochen, AuszeichnungChartplatzierungen (Jahr, Titel, Musiklabel, Platzierungen, Wochen, Auszeichnungen, Anmerkungen) | Höchstplatzierung, Gesamtwochen, AuszeichnungChartplatzierungen (Jahr, Titel, Musiklabel, Platzierungen, Wochen, Auszeichnungen, Anmerkungen) | Höchstplatzierung, Gesamtwochen, AuszeichnungChartplatzierungen (Jahr, Titel, Musiklabel, Platzierungen, Wochen, Auszeichnungen, Anmerkungen) | Höchstplatzierung, Gesamtwochen, AuszeichnungChartplatzierungen (Jahr, Titel, Musiklabel, Platzierungen, Wochen, Auszeichnungen, Anmerkungen) | Anmerkungen                            |
| Jahr | Titel Musiklabel                        | CH | US | Latin | ES | Anmerkungen                            |
| ---- | --------------------------------------- | --- | --- | --- | --- | -------------------------------------- |
| 2004 | The Last Don Live                       | — | US84 (2 Wo.)US | Latin2 ×2Doppelplatin · (70 Wo.)Latin | — | Erstveröffentlichung: 8. Juni 2004     |
| 2007 | King of Kings: Live Machete Music (UMG) | — | — | Latin15 (16 Wo.)Latin | — | Erstveröffentlichung: 23. Oktober 2007 |

grau schraffiert: keine Chartdaten aus diesem Jahr verfügbar

### Kompilationen
| Jahr | Titel Musiklabel                         | Höchstplatzierung, Gesamtwochen, AuszeichnungChartplatzierungen (Jahr, Titel, Musiklabel, Platzierungen, Wochen, Auszeichnungen, Anmerkungen) | Höchstplatzierung, Gesamtwochen, AuszeichnungChartplatzierungen (Jahr, Titel, Musiklabel, Platzierungen, Wochen, Auszeichnungen, Anmerkungen) | Höchstplatzierung, Gesamtwochen, AuszeichnungChartplatzierungen (Jahr, Titel, Musiklabel, Platzierungen, Wochen, Auszeichnungen, Anmerkungen) | Höchstplatzierung, Gesamtwochen, AuszeichnungChartplatzierungen (Jahr, Titel, Musiklabel, Platzierungen, Wochen, Auszeichnungen, Anmerkungen) | Anmerkungen                             |
| Jahr | Titel Musiklabel                         | CH | US | Latin | ES | Anmerkungen                             |
| ---- | ---------------------------------------- | --- | --- | --- | --- | --------------------------------------- |
| 2005 | Los Bandoleros All Star Records          | — | US55 (2 Wo.)US | Latin2 (14 Wo.)Latin | — | Erstveröffentlichung: 10. Mai 2005      |
| 2005 | Da Hitman presents Reggaeton Latino      | — | US61 (17 Wo.)US | Latin1 (50 Wo.)Latin | — | Erstveröffentlichung: 6. Dezember 2005  |
| 2006 | Los Bandoleros Reloaded All Star Records | — | — | Latin25 (12 Wo.)Latin | — | Erstveröffentlichung: 21. November 2006 |
| 2007 | Don Omar presenta: El Pentágono          | — | — | Latin7 Platin · (11 Wo.)Latin | — | Erstveröffentlichung: 27. März 2007     |

Weitere Kompilationen
- 2008: El Pentágono: The Return

### Singles
| Jahr | Titel Album                                                   | Höchstplatzierung, Gesamtwochen, AuszeichnungChartplatzierungen (Jahr, Titel, Album, Platzierungen, Wochen, Auszeichnungen, Anmerkungen) | Höchstplatzierung, Gesamtwochen, AuszeichnungChartplatzierungen (Jahr, Titel, Album, Platzierungen, Wochen, Auszeichnungen, Anmerkungen) | Höchstplatzierung, Gesamtwochen, AuszeichnungChartplatzierungen (Jahr, Titel, Album, Platzierungen, Wochen, Auszeichnungen, Anmerkungen) | Höchstplatzierung, Gesamtwochen, AuszeichnungChartplatzierungen (Jahr, Titel, Album, Platzierungen, Wochen, Auszeichnungen, Anmerkungen) | Höchstplatzierung, Gesamtwochen, AuszeichnungChartplatzierungen (Jahr, Titel, Album, Platzierungen, Wochen, Auszeichnungen, Anmerkungen) | Höchstplatzierung, Gesamtwochen, AuszeichnungChartplatzierungen (Jahr, Titel, Album, Platzierungen, Wochen, Auszeichnungen, Anmerkungen) | Höchstplatzierung, Gesamtwochen, AuszeichnungChartplatzierungen (Jahr, Titel, Album, Platzierungen, Wochen, Auszeichnungen, Anmerkungen) | Anmerkungen                                                                                         |
| Jahr | Titel Album                                                   | DE | AT | CH | UK | US | Latin | ES | Anmerkungen                                                                                         |
| --- | ------------------------------------------------------------- | --- | --- | --- | --- | --- | --- | --- | --------------------------------------------------------------------------------------------------- |
| 2003 | Díle The Last Don                                             | — | — | CH48 (4 Wo.)CH | — | — | Latin47 (2 Wo.)Latin | ES— ×3DreifachplatinES | Erstveröffentlichung: August 2003 Charteinstieg in CH erst 2005                                     |
| 2004 | Pobre Diabla The Last Don: Live                               | — | — | — | — | — | Latin17 (26 Wo.)Latin | ES— PlatinES | |
| 2005 | Donqueo Los Bandoleros                                        | — | — | — | — | — | Latin23 (1 Wo.)Latin | — | B-Seite: Bandoleros                                                                                 |
| 2005 | Bandoleros Los Bandoleros                                     | — | — | — | — | — | Latin18 (20 Wo.)Latin | ES— GoldES | B-Seite von Donqueo; feat. Tego Calderón                                                            |
| 2005 | Reggaetón Latino Da Hitman presents Reggaetón Latino          | — | — | CH100 (1 Wo.)CH | — | — | Latin4 (25 Wo.)Latin | — | Erstveröffentlichung: 30. August 2005                                                               |
| 2005 | Dale Don Dale (Remix) Da Hitman presents Reggaetón Latino     | — | — | — | — | — | Latin39 (6 Wo.)Latin | — | Erstveröffentlichung: 22. November 2005 feat. Fabolous                                              |
| 2006 | Angelito King of Kings                                        | — | — | — | — | US93 Gold (Mastertone) · (4 Wo.)US | Latin1 (21 Wo.)Latin | — | Erstveröffentlichung: 2. Mai 2006                                                                   |
| 2006 | Salió el Sol King of Kings                                    | — | — | — | — | — | Latin13 (19 Wo.)Latin | ES— PlatinES | |
| 2006 | Anda Sola Los Bandoleros Reloaded                             | — | — | — | — | — | Latin48 (2 Wo.)Latin | — | |
| 2007 | No sé de ella MySpace (Remix) Los Bandoleros Reloaded         | — | — | — | — | — | Latin20 (13 Wo.)Latin | — | feat. Wisin & Yandel                                                                                |
| 2007 | Ayer La Vi King of Kings: Live                                | — | — | — | — | — | Latin8 (25 Wo.)Latin | — | Erstveröffentlichung: 10. April 2008                                                                |
| 2007 | Canción De Amor King of Kings: Live                           | — | — | — | — | — | Latin39 (9 Wo.)Latin | — | |
| 2009 | Virtual Diva iDon                                             | — | — | — | — | — | Latin10 (20 Wo.)Latin | ES11 ×2Doppelplatin · (25 Wo.)ES | Erstveröffentlichung: 3. Februar 2009                                                               |
| 2009 | Sexy Robótica iDon                                            | — | — | — | — | — | Latin20 (16 Wo.)Latin | — | |
| 2009 | Ciao Bella iDon                                               | — | — | — | — | — | Latin39 (5 Wo.)Latin | — | |
| 2009 | Hasta Abajo Don Omar presents: Meet the Orphans               | — | — | — | — | — | Latin9 (20 Wo.)Latin | — | Erstveröffentlichung: 17. November 2009 Promosingle                                                 |
| 2010 | Danza Kuduro Don Omar presents: Meet the Orphans              | DE1 ×7Siebenfachgold · (… Wo.)DE | AT1 (69 Wo.)AT | CH1 Platin · (59 Wo.)CH | UK13 Platin · (6 Wo.)UK | US82 ×5Fünffachplatin · (5 Wo.)US | Latin1 (42 Wo.)Latin | ES1 ×4Vierfachplatin · (96 Wo.)ES | Erstveröffentlichung: 15. August 2010 feat. Lucenzo in UK: Lucenzo & Qwote feat. Pitbull & Don Omar |
| 2011 | Taboo Don Omar presents: Meet the Orphans                     | — | — | — | — | US97 (1 Wo.)US | Latin1 (48 Wo.)Latin | ES36 Gold · (5 Wo.)ES | Erstveröffentlichung: 24. Januar 2011                                                               |
| 2012 | Dutty Love Don Omar presents MTO²: New Generation             | — | — | — | — | — | Latin1 (50 Wo.)Latin | ES— PlatinES | Erstveröffentlichung: 9. März 2012 feat. Natti Natasha                                              |
| 2012 | Ella No Sigue Modas Don Omar presents MTO²: New Generation    | — | — | — | — | — | Latin18 (20 Wo.)Latin | ES— GoldES | Erstveröffentlichung: 24. April 2012 feat. Juan Magan                                               |
| 2012 | Hasta Que Salga el Sol Don Omar presents MTO²: New Generation | — | — | — | — | — | Latin1 (27 Wo.)Latin | ES19 Gold · (11 Wo.)ES | Erstveröffentlichung: 4. Juni 2012                                                                  |
| 2012 | Zumba Don Omar presents MTO²: New Generation                  | — | — | CH62 (1 Wo.)CH | — | — | Latin2 (48 Wo.)Latin | ES— GoldES | Erstveröffentlichung: 2. Oktober 2012                                                               |
| 2013 | Feeling Hot –                                                 | — | — | — | — | — | Latin22 (17 Wo.)Latin | — | |
| 2014 | Guaya Guaya The Last Don II                                   | — | — | — | — | — | Latin29 (20 Wo.)Latin | ES66 ×3Dreifachplatin · (32 Wo.)ES | Erstveröffentlichung: 12. August 2014                                                               |
| 2014 | Soledad The Last Don II                                       | — | — | — | — | — | Latin11 (20 Wo.)Latin | ES11 Platin · (36 Wo.)ES | Erstveröffentlichung: 27. Oktober 2014                                                              |
| 2014 | Pura Vida –                                                   | — | — | — | — | — | Latin15 (17 Wo.)Latin | — | Erstveröffentlichung: 6. Mai 2014                                                                   |
| 2015 | Perdido en tus Ojos The Last Don II                           | — | — | — | — | — | Latin13 (26 Wo.)Latin | ES22 Platin · (38 Wo.)ES | Erstveröffentlichung: 23. März 2015 feat. Natti Natasha                                             |
| 2015 | Te recordaré bailando The Last Don II                         | — | — | — | — | — | — | ES36 Platin · (48 Wo.)ES | Erstveröffentlichung: 26. Mai 2015                                                                  |
| 2015 | Mayor que yo 3 –                                              | — | — | — | — | — | — | ES15 ×3Dreifachplatin · (48 Wo.)ES | Erstveröffentlichung: 23. Oktober 2015 mit Luny Tunes, Daddy Yankee, Wisin & Yandel                 |
| 2016 | Te Quiero Pa’ Mi King of Kings 10th Anniversary (Remastered)  | — | — | — | — | — | Latin12 Gold · (26 Wo.)Latin | ES19 ×2Doppelplatin · (40 Wo.)ES | Erstveröffentlichung: 11. November 2016 feat. Zion y Lennox                                         |
| 2017 | Encanto The Last Album                                        | — | — | — | — | — | — | ES93 (5 Wo.)ES | Erstveröffentlichung: 24. März 2017 feat. Sharlene Taulé                                            |
| 2019 | Ramayama The Last Album                                       | — | — | — | — | — | Latin43 (2 Wo.)Latin | — | Erstveröffentlichung: 20. April 2019 feat. Farruko                                                  |
| 2021 | Flow HP Forever King                                          | — | — | — | — | — | Latin35 Gold · (1 Wo.)Latin | — | Erstveröffentlichung: 23. September 2021 mit Residente                                              |
| 2021 | Se Menea Forever King                                         | — | — | — | — | — | Latin15 ×3Dreifachplatin · (19 Wo.)Latin                                                                                                 | ES74 Gold · (5 Wo.)ES | Erstveröffentlichung: 11. November 2021 mit Nio Garcia                                              |
| 2022 | Sincero Forever King                                          | — | — | — | — | — | Latin36 Platin · (2 Wo.)Latin | — | Erstveröffentlichung: 18. Februar 2022                                                              |
| 2022 | Soy Yo Forever King                                           | — | — | — | — | — | Latin35 (4 Wo.)Latin | — | Erstveröffentlichung: 21. April 2022 feat. Wisin & Gente de Zona                                    |
| 2023 | Podemos Repetirlo Forever King                                | — | — | — | — | — | Latin32 (5 Wo.)Latin | — | Erstveröffentlichung: 25. Mai 2023 mit Chencho Corleone                                             |
| Folgende Lieder erschienen nicht als Single, wurden aber durch das Album zum Download und Streaming bereitgestellt und konnten somit eine Platzierung erlangen: |                                                               | | | | | | | | |
| |                                                               | | | | | | | | |
| 2020 | Pa’ romperla Las que no iban a salir                          | — | — | — | — | — | Latin11 ×4Vierfachplatin · (10 Wo.)Latin                                                                                                 | ES1 Platin · (14 Wo.)ES | Charteinstieg: 14. Mai 2020 mit Bad Bunny                                                           |

Weitere Singles
- 2003: Dale Don Dale (feat. Glory, ES: Platin)
- 2004: Intocable
- 2004: Aunque Te Fuiste
- 2005: Entre Tu y Yo
- 2006: Conteo (feat. Juelz Santana)
- 2006: El Señor De La Noche (ES: Gold)
- 2007: Calm My Nerves (feat. Rell)
- 2008: Ojitos chiquitos (ES: Gold)
- 2019: Vacilón
- 2019: No Te Vayas (feat. Alexis & Fido)
- 2020: Quiere Que Le de

### Als Gastmusiker
| Jahr | Titel Album                                | Höchstplatzierung, Gesamtwochen, AuszeichnungChartplatzierungen (Jahr, Titel, Album, Platzierungen, Wochen, Auszeichnungen, Anmerkungen) | Höchstplatzierung, Gesamtwochen, AuszeichnungChartplatzierungen (Jahr, Titel, Album, Platzierungen, Wochen, Auszeichnungen, Anmerkungen) | Höchstplatzierung, Gesamtwochen, AuszeichnungChartplatzierungen (Jahr, Titel, Album, Platzierungen, Wochen, Auszeichnungen, Anmerkungen) | Höchstplatzierung, Gesamtwochen, AuszeichnungChartplatzierungen (Jahr, Titel, Album, Platzierungen, Wochen, Auszeichnungen, Anmerkungen) | Höchstplatzierung, Gesamtwochen, AuszeichnungChartplatzierungen (Jahr, Titel, Album, Platzierungen, Wochen, Auszeichnungen, Anmerkungen) | Höchstplatzierung, Gesamtwochen, AuszeichnungChartplatzierungen (Jahr, Titel, Album, Platzierungen, Wochen, Auszeichnungen, Anmerkungen) | Höchstplatzierung, Gesamtwochen, AuszeichnungChartplatzierungen (Jahr, Titel, Album, Platzierungen, Wochen, Auszeichnungen, Anmerkungen) | Anmerkungen                                                                        |
| Jahr | Titel Album                                | DE | AT | CH | UK | US | Latin | ES | Anmerkungen                                                                        |
| ---- | ------------------------------------------ | --- | --- | --- | --- | --- | --- | --- | ---------------------------------------------------------------------------------- |
| 2005 | Ella y yo God’s Project                    | — | — | — | — | US97 (1 Wo.)US | Latin2 (43 Wo.)Latin | ES— PlatinES | Aventura feat. Don Omar                                                            |
| 2005 | Scandalous Chain Reaction                  | — | — | — | — | — | Latin45 (1 Wo.)Latin | — | Cuban Link feat. Don Omar                                                          |
| 2006 | Chillin’ The Underdog/El Subestimado       | — | — | — | — | — | Latin44 (3 Wo.)Latin | — | Tego Calderón feat. Don Omar                                                       |
| 2006 | Los Hombres Tienen La Culpa Los Cocorocos  | — | — | — | — | — | Latin39 (7 Wo.)Latin | — | Gilberto Santa Rosa feat. Don Omar                                                 |
| 2007 | Nunca Habia Llorado Asi Decisión Unánime   | — | — | — | — | — | Latin47 (1 Wo.)Latin | — | Victor Manuelle feat. Don Omar                                                     |
| 2008 | Todo Lo Que Soy B from Marcy Place         | — | — | — | — | — | Latin31 (9 Wo.)Latin | — | Marcy Place feat. Don Omar                                                         |
| 2016 | La fila –                                  | — | — | — | — | — | — | ES88 (9 Wo.)ES | Erstveröffentlichung: 19. August 2016 Luny Tunes feat. Don Omar, Sharlene & Maluma |
| 2016 | Sin Contrato (Remix) Pretty Boy, Dirty Boy | — | — | — | — | — | Latin7 (26 Wo.)Latin | — | Erstveröffentlichung: 26. August 2016 Maluma feat. Don Omar & Wisin                |
| 2017 | Ámame o Mátame The Queen Is Here           | — | — | — | — | — | Latin48 (1 Wo.)Latin | — | Erstveröffentlichung: 14. April 2017 Ivy Queen feat. Don Omar                      |

Weitere Gastbeiträge
- 2003: Gata Gangster (mit Daddy Yankee)
- 2004: Luna
- 2006: Noche De Adrenalina (mit Pilar Montenegro)
- 2007: Tigi Tigi (mit Hakim)
- 2007: Belly Danza (feat. Beenie Man)
- 2007: Adiós
- 2008: Dentro de Mí (mit Chino y Nacho)
- 2008: Run the Show (mit Kat DeLuna)
- 2009: Blue Zone
- 2013: Enamorado de ti (mit Yandel, US: Gold (Latin))
- 2016: Andas en mi cabeza (Remix) (Chino & Nacho feat. Daddy Yankee & Don Omar)
- 2017: Nunca Me Olvides (mit Yandel)
- 2017: Vacaciones (mit Wisin, Zion y Lennox & Tito El Bambino)

### Videoalben
- 2004: The Last Don: Live
- 2005: The Don Omar All Star Video Collection
- 2006: King of Kings: Live
- 2007: Best of the Best Video Collection

## Auszeichnungen für Musikverkäufe
| Goldene Schallplatte - Belgien - 2011: für die Single Danza Kuduro - Brasilien - 2024: für die Single Taboo - Chile - 2017: für die Single Te Quiero Pa’ Mi - Italien - 2017: für die Single Andas en mi cabeza (Remix) - 2024: für die Single Díle - Japan - 2014: für die Single Danza Kuduro - 2023: für das Streaming Danza Kuduro Platin-Schallplatte - Argentinien - 2005: für das Videoalbum The Last Don: Live - 2006: für das Videoalbum King of Kings: Live - Dänemark - 2011: für das Streaming Danza Kuduro - Russland - 2011: für die Single Danza Kuduro | 2× Platin-Schallplatte - Dänemark - 2022: für die Single Danza Kuduro 3× Platin-Schallplatte - Italien - 2011: für die Single Danza Kuduro 4× Platin-Schallplatte - Portugal - 2025: für die Single Danza Kuduro - Schweden - 2012: für die Single Danza Kuduro Diamantene Schallplatte - Brasilien - 2024: für die Single Danza Kuduro |

Anmerkung: Auszeichnungen in Ländern aus den Charttabellen bzw. Chartboxen sind in ebendiesen zu finden.
| Land/RegionAuszeichnungen für Musikverkäufe (Land/Region, Auszeichnungen, Verkäufe, Quellen) | Gold       | Platin       | Diamant  | Verkäufe  | Quellen                                                     |
| -------------------------------------------------------------------------------------------- | ---------- | ------------ | -------- | --------- | ----------------------------------------------------------- |
| Argentinien (CAPIF)                                                                          | —          | 2× Platin2   | —        | 16.000    | capif.org.ar (Memento vom 31. Mai 2011 im Internet Archive) |
| Belgien (BRMA)                                                                               | Gold1      | —            | —        | 15.000    | ultratop.be                                                 |
| Brasilien (PMB)                                                                              | Gold1      | —            | Diamant1 | 280.000   | pro-musicabr.org.br                                         |
| Chile (IFPI)                                                                                 | Gold1      | —            | —        | 40.000    | Einzelnachweise                                             |
| Dänemark (IFPI)                                                                              | —          | 3× Platin3   | —        | 180.000   | ifpi.dk                                                     |
| Deutschland (BVMI)                                                                           | Gold1      | 3× Platin3   | —        | 1.050.000 | musikindustrie.de                                           |
| Italien (FIMI)                                                                               | 2× Gold2   | 3× Platin3   | —        | 165.000   | fimi.it                                                     |
| Japan (RIAJ)                                                                                 | 2× Gold2   | —            | —        | 100.000   | riaj.or.jp                                                  |
| Portugal (AFP)                                                                               | —          | 4× Platin4   | —        | 40.000    | Einzelnachweise                                             |
| Russland (NFPF)                                                                              | —          | Platin1      | —        | 200.000   | lenta.ru                                                    |
| Schweden (IFPI)                                                                              | —          | 4× Platin4   | —        | 160.000   | sverigetopplistan.se                                        |
| Schweiz (IFPI)                                                                               | —          | Platin1      | —        | 30.000    | hitparade.ch                                                |
| Spanien (Promusicae)                                                                         | 9× Gold9   | 26× Platin26 | —        | 1.680.000 | elportaldemusica.es promusicae.es                           |
| Vereinigte Staaten (RIAA)                                                                    | 6× Gold6   | 23× Platin23 | —        | 7.310.000 | riaa.com                                                    |
| Vereinigtes Königreich (BPI)                                                                 | —          | Platin1      | —        | 600.000   | bpi.co.uk                                                   |
| Insgesamt                                                                                    | 23× Gold23 | 71× Platin71 | Diamant1 |           |                                                             |